# Джараміт Веффер
Джараміт Леонор Веффер Гуаніпа (ісп. Jaramit Leonor Weffer Guanipa; нар. 3 листопада 1985) — венесуельська борчиня вільного стилю, триразова чемпіонка та чотириразова бронзова призерка Панамериканських чемпіонатів, бронзова призерка Панамериканських ігор, бронзова призерка Південноамериканських ігор, бронзова та триразова срібна призерка Центральноамериканських і Карибських ігор, учасниця Олімпійських ігор.

## Біографія
Боротьбою почала займатися з 2000 року. У 2004 році стала Панамериканською чемпіонкою серед юніорів.
На літніх Олімпійських іграх 2016 року в Ріо-де-Жанейро програла у першій же сутичці представниці Камеруну Анабель Алі (0:6) і вибула з подальших змагань.
Виступала за борцівський клуб «Ramon Pena», Фалькон.

## Спортивні результати на міжнародних змаганнях

### Виступи на Олімпіадах
| Змагання                    | Збірна    | Вагова категорія          | Місце |
| --------------------------- | --------- | ------------------------- | ----- |
| Літні Олімпійські ігри 2016 | Венесуела | жіноча боротьба, до 75 кг | 17    |

### Виступи на Чемпіонатах світу
| Змагання                        | Збірна    | Вагова категорія          | Місце |
| ------------------------------- | --------- | ------------------------- | ----- |
| Чемпіонат світу з боротьби 2006 | Венесуела | жіноча боротьба, до 72 кг | 15    |
| Чемпіонат світу з боротьби 2007 | Венесуела | жіноча боротьба, до 72 кг | 14    |
| Чемпіонат світу з боротьби 2008 | Венесуела | жіноча боротьба, до 72 кг | 7     |
| Чемпіонат світу з боротьби 2011 | Венесуела | жіноча боротьба, до 72 кг | 22    |
| Чемпіонат світу з боротьби 2013 | Венесуела | жіноча боротьба, до 72 кг | 21    |
| Чемпіонат світу з боротьби 2015 | Венесуела | жіноча боротьба, до 75 кг | 14    |

### Виступи на Панамериканських чемпіонатах
| Змагання                                   | Збірна    | Вагова категорія          | Місце  |
| ------------------------------------------ | --------- | ------------------------- | ------ |
| Панамериканський чемпіонат з боротьби 2003 | Венесуела | жіноча боротьба, до 67 кг | Золото |
| Панамериканський чемпіонат з боротьби 2004 | Венесуела | жіноча боротьба, до 67 кг | Золото |
| Панамериканський чемпіонат з боротьби 2006 | Венесуела | жіноча боротьба, до 67 кг | Бронза |
| Панамериканський чемпіонат з боротьби 2007 | Венесуела | жіноча боротьба, до 72 кг | Золото |
| Панамериканський чемпіонат з боротьби 2008 | Венесуела | жіноча боротьба, до 72 кг | 4      |
| Панамериканський чемпіонат з боротьби 2010 | Венесуела | жіноча боротьба, до 72 кг | 5      |
| Панамериканський чемпіонат з боротьби 2011 | Венесуела | жіноча боротьба, до 72 кг | Бронза |
| Панамериканський чемпіонат з боротьби 2012 | Венесуела | жіноча боротьба, до 72 кг | Бронза |
| Панамериканський чемпіонат з боротьби 2015 | Венесуела | жіноча боротьба, до 75 кг | 5      |
| Панамериканський чемпіонат з боротьби 2016 | Венесуела | жіноча боротьба, до 75 кг | Бронза |

### Виступи на Панамериканських іграх
| Змагання                  | Збірна    | Вагова категорія          | Місце  |
| ------------------------- | --------- | ------------------------- | ------ |
| Панамериканські ігри 2011 | Венесуела | жіноча боротьба, до 72 кг | Бронза |
| Панамериканські ігри 2015 | Венесуела | жіноча боротьба, до 75 кг | 5      |

### Виступи на Південноамериканських іграх
| Змагання                       | Збірна    | Вагова категорія          | Місце  |
| ------------------------------ | --------- | ------------------------- | ------ |
| Південноамериканські ігри 2014 | Венесуела | жіноча боротьба, до 75 кг | Бронза |

### Виступи на Центральноамериканських і Карибських іграх
| Змагання                                                | Збірна    | Вагова категорія          | Місце  |
| ------------------------------------------------------- | --------- | ------------------------- | ------ |
| Центральноамериканські і Карибські ігри 2006            | Венесуела | жіноча боротьба, до 67 кг | Срібло |
| Центральноамериканські і Карибські ігри 2010 (Маягуес)  | Венесуела | жіноча боротьба, до 72 кг | Срібло |
| Центральноамериканські і Карибські ігри 2014 (Сан-Хуан) | Венесуела | жіноча боротьба, до 75 кг | Срібло |
| Центральноамериканські і Карибські ігри 2014 (Веракрус) | Венесуела | жіноча боротьба, до 75 кг | Бронза |

### Виступи на Кубках світу
| Змагання                    | Збірна    | Вагова категорія          | Місце |
| --------------------------- | --------- | ------------------------- | ----- |
| Кубок світу з боротьби 2005 | Венесуела | жіноча боротьба, до 67 кг | 8     |

### Виступи на інших змаганнях
| Змагання                                                               | Збірна    | Вагова категорія          | Місце  |
| ---------------------------------------------------------------------- | --------- | ------------------------- | ------ |
| Austrian Ladies Open 2008                                              | Венесуела | жіноча боротьба, до 72 кг | Срібло |
| Олімпійський кваліфікаційний турнір з боротьби 2008 (Едмонтон)         | Венесуела | жіноча боротьба, до 72 кг | 12     |
| Олімпійський кваліфікаційний турнір з боротьби 2008 (Хапаранда)        | Венесуела | жіноча боротьба, до 72 кг | 5      |
| Олімпійський кваліфікаційний турнір з боротьби 2012 (Кіссіммі-Орландо) | Венесуела | жіноча боротьба, до 72 кг | 5      |
| Гран-прі Іспанії з боротьби 2013                                       | Венесуела | жіноча боротьба, до 72 кг | 10     |
| Боліваріанські ігри 2013                                               | Венесуела | жіноча боротьба, до 72 кг | Золото |
| Відкритий чемпіонат Польщі з боротьби 2014                             | Венесуела | жіноча боротьба, до 75 кг | 7      |
| Гран-прі Парижа з боротьби 2016                                        | Венесуела | жіноча боротьба, до 75 кг | 7      |
| Олімпійський кваліфікаційний турнір з боротьби 2016 (Фріско)           | Венесуела | жіноча боротьба, до 75 кг | Срібло |
| Турнір міста Сассарі 2016                                              | Венесуела | жіноча боротьба, до 75 кг | Срібло |
| Відкритий чемпіонат Польщі з боротьби 2016                             | Венесуела | жіноча боротьба, до 75 кг | Бронза |
| Гран-прі Іспанії з боротьби 2016                                       | Венесуела | жіноча боротьба, до 75 кг | 17     |

### Виступи на змаганнях молодших вікових груп
| Змагання                                                 | Збірна    | Вагова категорія          | Місце  |
| -------------------------------------------------------- | --------- | ------------------------- | ------ |
| Панамериканський чемпіонат з боротьби серед юніорів 2004 | Венесуела | жіноча боротьба, до 67 кг | Золото |